# Cyrtarachne finniganae
Cyrtarachne finniganae là một loài nhện trong họ Araneidae.
Loài này thuộc chi Cyrtarachne. Cyrtarachne finniganae được Roger de Lessert miêu tả năm 1936.